# Chornohirka
Chornohirka  (ucraniano: Чорногірка) es una localidad del Raión de Berezivka en el Óblast de Odesa de Ucrania. Según el censo de 2001, tiene una población de 507 habitantes.